# Договор о дружбе и сотрудничестве между СССР и Социалистической Эфиопией
Договор о дружбе и сотрудничестве между Союзом Советских Социалистических Республик и Социалистической Эфиопией от 20 ноября 1978 года — двусторонний межгосударственный договор, предполагавший тесные политические, экономические и военные отношения между СССР и Эфиопией на основе близости геополитических интересов и идеологических позиций руководства обеих стран. Подписан в Москве Генеральным секретарём ЦК КПСС, Председателем Президиума Верховного Совета СССР, председателем Совета Обороны СССР Маршалом Советского Союза Леонидом Ильичем Брежневым и Председателем Временного Военного Административного Совета и Совета Министров Социалистической Эфиопии, главнокомандующим Революционной армией подполковником Менгисту Хайле Мариамом.

## История Договора
Договор о дружбе и сотрудничестве между Союзом Советских Социалистических Республик и Социалистической Эфиопией был подписан 20 ноября 1978 года в Большом Кремлёвском дворце в присутствии членов Политбюро ЦК КПСС и членов делегации Временного военного административного совета Социалистической Эфиопии после двухдневных (17 ноября и 18 ноября) переговоров руководителей двух стран. Подписание произошло во время второго визита Менгисту Хайле Мариама в СССР. К этому моменту между двумя странами уже была подписана Декларация об основах дружественных взаимоотношений и сотрудничества между СССР и Социалистической Эфиопией от 6 мая 1977 года и Советский Союз оказывал Эфиопии военную помощь в войне за Огаден с Сомали. Договор зафиксировал уже сложившиеся отношения между Эфиопией и СССР и предусматривал их дальнейшее активное развитие. Фактически Социалистическая Эфиопия становилась главным союзником Советского Союза на Африканском континенте. Срок действия договора истекал в 1999 году, что также предполагало тесные и долгосрочные союзнические отношения.

Печать западных стран сразу же откликнулась на подписание Договора. Французская газета «Matin» писала — 
«Прием, оказанный Менгисту Хайле Мариама в советской столице свидетельствует о том, что СССР рассматривает Эфиопию как своего близкого друга и союзника, который может рассчитывать на советскую помощь и поддержку».
 Особое внимание Запада вызвала статья 7 Договора, предусматривающая координацию действий двух стран в случае «возникновения ситуаций, создающих угрозу миру», которую можно было трактовать как обоснование военного союза.
Договор был ратифицирован Верховным Советом СССР 19 февраля 1979 года и, в соответствии со ст. 15 Договора, вступил в силу после обмена ратификационным грамотами в Аддис-Абебе 3 апреля 1979 года.
В последующие годы руководство Эфиопии со своей стороны проявляло верность союзническим отношениям с СССР, во всем его поддерживало, активно пропагандировало марксизм-ленинизм и установило в Аддис-Абебе первый в Африке памятник В. И. Ленину.
Со своей стороны СССР предоставил Социалистической Эфиопии только безвозмездной военной помощи на сумму в 12 миллиардов долларов, не считая поставок в других областях, помощи специалистами, техникой и т. д.
После прихода к власти в СССР М. С. Горбачёва руководство Эфиопии было обеспокоено явной сменой курса в Москве, однако новый советский лидер успокаивал Менгисту, заверяя его, что отступлений от марксизма-ленинизма не будет. Тем не менее, Советский Союз, сталкиваясь с огромными экономическими трудностями, начал сворачивать помощь Эфиопии и в итоге перестал выполнять свои обязательства по Договору от 20 ноября 1978 года. К 1991 году поддержка режима Менгисту Хайле Мариама полностью прекратилась и СССР эвакуировал свои военные базы, как в континентальной части страны, так и на архипелаге Дахлак. В том же году с падением Народной Демократической Республики Эфиопии и распадом СССР действие договора прекратилось за 8 лет до минимального срока окончания его действия.

В 1995 году Менгисту Хайле Мариам дал интервью итальянской прессе и заявил — 
«Мне удалось при поддержке СССР создать самую лучшую армию в Африке. А потом Горбачёв нас предал. Я называл Леонида Ильича отцом родным, а он мне говорил, что готов предоставить все, кроме атомной бомбы, для защиты нашей революции». «В трудные для меня времена Горбачёв, вместо того, чтобы помочь, успокаивал: держись, мол, ты столько сделал для Эфиопии, что войдешь в историю как великий государственный деятель».